# Karmelitenkloster St. Oswald (Regensburg)

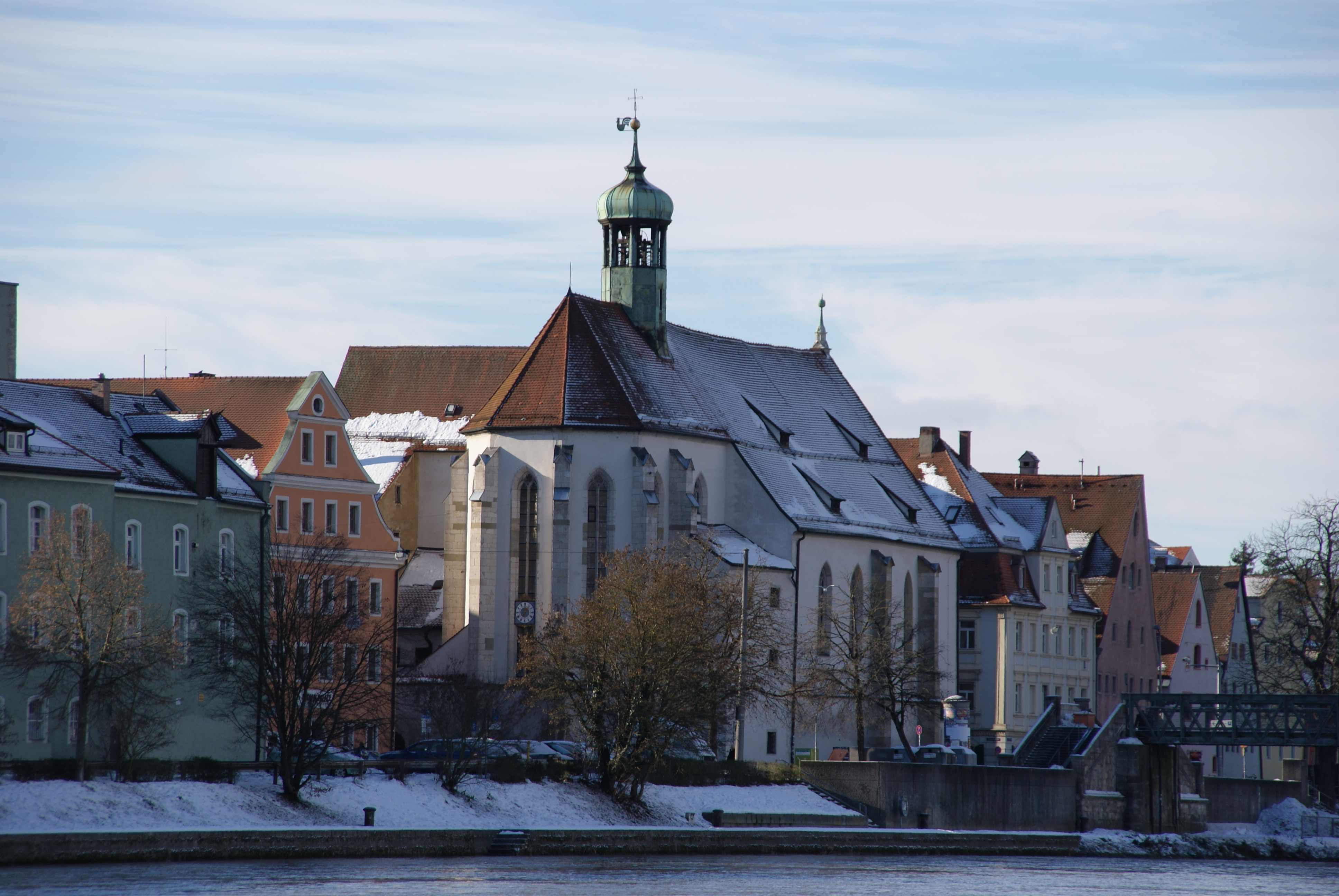
St. Oswald (Regensburg)

Das Karmelitenkloster St. Oswald ist ein ehemaliges Kloster der Karmeliten im Bistum Regensburg. Es wurde 1290 gegründet. 1367 siedelte der Konvent nach Straubing über. So gingen die Gebäude in den Besitz der Stadt über, woraufhin dort ein Spital eingerichtet wurde. Ab 1553 wurden in der ehemaligen Klosterkirche protestantische Gottesdienste abgehalten.

## Gründung
Um 1290 wurde das älteste Karmelitenkloster im Bistum Regensburg gegründet. Der Regensburger Konvent war bei St. Oswald an der Einmündung des Weißgerbergrabens in die Donau angesiedelt. Um 1290 gründeten die Brüder Friedrich Auer und Karl Prager, deren Wappen an den Strebepfeilern des Chores zu sehen ist, das so genannte „Neue Spital“, dessen Seelsorge den Karmeliten übertragen war. Dies war ein Spital für 12 Pfründnerinnen und diente seit dem 15. Jahrhundert dem Unterhalt von Ordensschwestern, die in den Häusern der Patienten ambulante Krankenpflege betrieben. In Verbindung mit der Spitalgründung ist auch der Kirchenbau im frühen 14. Jahrhundert zu sehen, der wohl um 1325 abgeschlossen war. 1319 nahmen Papst Johannes XXII. und 1330 Kaiser Ludwig der Bayer die Karmeliten unter ihren Schutz.

## Übersiedlung der Karmeliten nach Straubing
Im Jahr 1367 siedelten die Karmeliten jedoch nach Straubing über (Karmelitenkloster Straubing), wo der Konvent bis heute als einziges niemals aufgelöstes deutsches Karmelitenkloster besteht. Auseinandersetzungen mit dem Regensburger Bischof Konrad VI. von Haimberg sollen der Grund für die Verlegung des Konvents von Regensburg nach Straubing gewesen sein. Dabei soll sich ein Karmelit von der Kanzel herab gegen die Erweiterung der Domkirche ausgesprochen haben. Jedoch sind wirtschaftliche Gründe und die Lage an der Donau, wodurch das Kloster der ständigen Hochwassergefahr ausgesetzt war, wesentlich wahrscheinlichere Gründe für die Übersiedlung der Karmeliten. Am ehesten scheint allerdings die Vermutung zuzutreffen, dass es in Straubing noch keine klösterliche Niederlassungen gab, während in Regensburg zur damaligen Zeit, mit den Dominikanern, den Franziskanern und den Augustinereremiten, bereits fünf Konvente von Bettelorden existierten. Die Stadt wehrte sich gegen die Entstehung eines weiteren und drohte im Jahr 1306 allen Handwerkern sogar empfindliche Strafen an, wenn sie für die Karmeliten tätig werden sollten: „Wer den weißen Brüdern […] zimmert oder steinmezzelt, der muss 5 Pfund geben, oder 5 jahr aus der stadt seyn.“